# Sounddesign

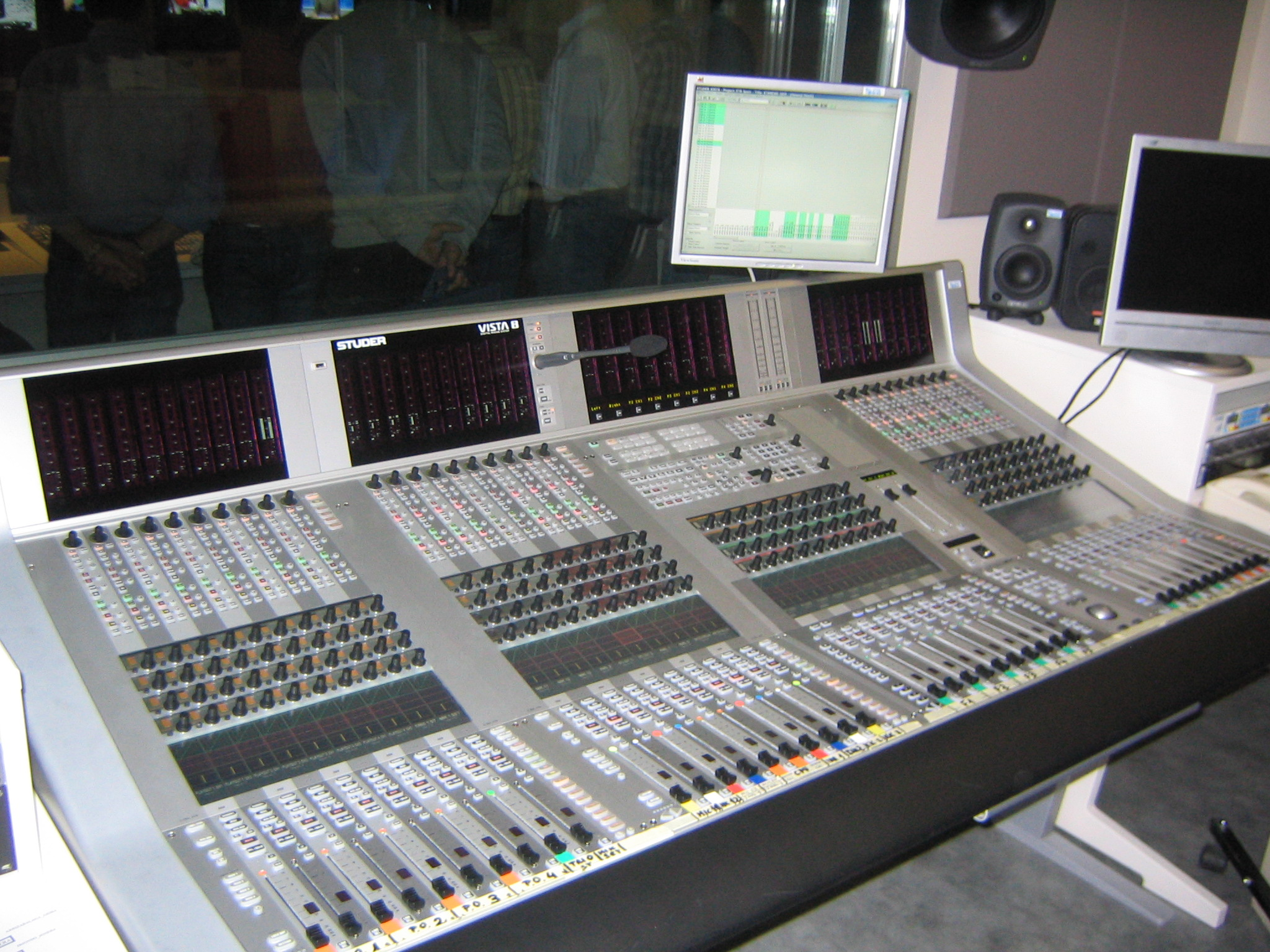
Geluidsstudio waarin geluidselementen worden ontworpen.

Sounddesign (of geluidsontwerp in het Nederlands) is de creatie van alle niet-gecomponeerde geluidselementen in een film, een voorstelling, een muziekopvoering of opname, een computerspel of elk ander multimedia project. De persoon die de techniek beheerst dergelijke creaties te ontwerpen wordt een sounddesigner genoemd.
Sounddesign kan ook gedefinieerd worden als de manipulatie van audio-elementen om een bepaald gewenst effect te bereiken.

## Beschrijving
Een sounddesigner maakt digitale muziek en geluidseffecten voor bijvoorbeeld cd's, reclame, games, internet en theater. De complicaties worden samengesteld in geluidsstudio's voor verschillende opdrachtgevers zoals reclamebureaus, bands en platenmaatschappijen. Een sounddesigner moet goed onder druk kunnen presteren, omdat het werk in een studio veel geld kost, er wordt namelijk met veel en dure apparatuur gewerkt. Soms is een geluidsontwerper in dienst van een band, orkest of een studio, maar meestal werken geluidsontwerpers met allerlei losse opdrachten.

## Prijzen voor het beste sounddesign
De Academy of Motion Picture Arts and Sciences erkent de beste en mooiste sounddesign in een film met een Academy Award voor Best Sound Editing. Op vergelijkbare wijze looft het Nederlands Film Festival jaarlijks de gouden kalf uit voor het beste sounddesign.